# Anita Orientar
Anita Orientar (geboren als Anita Orienter 8. Januar 1896 in Bahia, Brasilien; gestorben 1994 in Zangberg, Bayern) war eine deutsche Malerin, Kunsthistorikerin und Schriftstellerin.

## Leben
Anita Orienters Vater war ein Diamantenhändler, der aus Rumänien stammte, ihre Mutter war Berlinerin. 1897 zog die Mutter mit der Tochter aus Brasilien nach Paris und dann im Jahr 1900 mit einem neuen Lebenspartner nach Berlin, wo Orienter die Schule besuchte und 1914 das Abitur machte. Sie studierte Kunstgeschichte, Literatur und Philosophie in Berlin, München und Halle und wurde 1921 in Halle bei Kurt Gerstenberg mit der Dissertation Versuch einer Geschichte des seelischen Ausdrucks in der Malerei promoviert. Sie gab danach zwei Jahre lang Privatunterricht in Kunstgeschichte und erhielt selbst Malunterricht. Sie verlegte sich dann ganz auf eine künstlerische Tätigkeit und konnte ihre Gemälde auch verkaufen und hatte Kontakte zu Galerien im In- und Ausland. Ab 1926 hielt sie sich in Paris auf und kopierte Gemälde im Louvre, 1928 zog sie nach Italien an den Gardasee. Orientar konvertierte vom Judentum zum Katholizismus und verfasste religiöse Schriften. Sie erhielt einen Auftrag zur Ausmalung der Tafeln eines Wallfahrtsweges am Gardasee.
Aufgrund der Rassengesetze in Italien und der rassischen Verfolgung in Deutschland emigrierte Orientar 1939 mit Mutter und Stiefvater nach Brasilien, wo sie die Familie mit dem Verkauf gemalter „Konfektionsware“ über Wasser hielt. 1948 zog sie nach New York City und fristete auch dort nur eine Randexistenz mit Gelegenheitsarbeiten als Kunstlehrerin und als Sprachlehrerin. 1963 zog Orientar zurück nach Deutschland, wo sie einen Antrag auf Wiedergutmachungsrente stellte. Mit der regelmäßigen Rente konnte sie sich ein Malatelier in Vence in der Provence einrichten. Ab 1978 wohnte sie im Kloster St. Josef in Zangberg in Bayern, wo sie 1994 starb.

## Schriften (Auswahl)

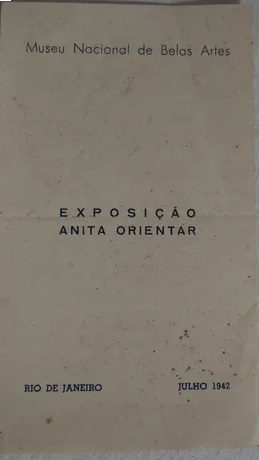
Ausstellungskatalog im Museu Nacional de Belas Artes (1942)

- Anita Orienter: Der seelische Ausdruck in der altdeutschen Malerei: ein entwicklungsgeschichtlicher Versuch. München: Delphin, 1921 (Digitalisat)
  - Die Wandlungen des Ausdrucks in der altdeutschen Kunst. 1969
- Ein Pilger nur. Leipzig: St. Benno-Verlag, 1967 (1966)
  - Un Pèlerinage judéo-chrétien. 1968
- Gottsuche – Gottbegegnung. Eine Untaugliche will die Welt bekehren. Maximilian Kolbe-Verlag, 1980
- Im Licht des Ostermorgens. Fastenzeit-Betrachtungen. 1981
- Kommet zu meinem Geschenk! 1993

## Ausstellungen
- 1925 – Berlin, Galerie Heller, Kurfürstendamm
- 1942, 1944 – Rio de Janeiro, Museu Nacional de Belas Artes[2]
- 1946 – Rio de Janeiro, Palace Hôtel
- 1950 – New York, Public Library, 42nd Street
- 1962 – New York, Duncan Galleries
- 1963 – München, Gurlitt
- 1966 – Nizza, Salle Saint-Thomas